# Afroxyidris crigensis
Afroxyidris crigensis – gatunek mrówek z podrodziny Myrmicinae, jedyny przedstawiciel rodzaju Afroxyidris.